# Hôtel Descamps
L’hôtel Descamps est un édifice construit dans la seconde moitié du XVIIIe siècle. Il est situé dans la commune de Lectoure, dans le département français du Gers en région Occitanie.

## Situation
L’hôtel Descamps est un des nombreux hôtels particuliers construits le long de la rue Nationale (axe principal de la ville, anciennement rue Royale puis rue Impériale). On accède alors au bâtiment via l’entrée d’honneur qui se trouve sur cette dernière, tandis que les communs donnent sur une rue parallèle, au sud, la rue de l’abbé-Tournier.

## Histoire
L’hôtel actuel est construit sur l'emplacement d'un édifice plus ancien détenu par la famille Cère et loué à la famille de Fontrailles, qui donne alors son nom à celui-ci.
Durant la seconde moitié du XVIIIe siècle, un nouvel hôtel, de style classique, est construit pour le juge-mage Devaux de Corne. On ignore aujourd'hui la date exacte de la construction de ce bâtiment, les études dendrochronologiques effectuées sur la charpente permettent d’évaluer l’abattage des arbres vers 1767, rendant la construction du bâtiment postérieure à cette date. 
Le juge s'éteint en 1774, l'hôtel est acquis par Pierre de Goulard puis revendu en 1799 par ses héritières à Bernard Descamps, avocat à la sénéchaussée, député et ayant participé au procès du roi Louis XVI, qui, selon la tradition, a lui-même dessiné le garde-corps en ferronnerie qui surplombe le portail. Il fait également réaménager, à son goût, les salons où il reçoit la société lectouroise.
Jusqu’au XXe siècle, de Bernard à son petit-fils Albert Descamps, député et maire de la ville, le salon Descamps est le salon républicain et bonapartiste, rivalisant avec le salon conservateur et royaliste de l’hôtel de Bastard-Castaing.
Vers 1900, on apporte une grande quantité de terre afin de réaliser le jardin et on construit, au sud, les deux bâtiments en sous-sol et une dépendance. En 1938, Nady Descamps, fille d'Albert Descamps et veuve sans enfants d'André Donnodevie, lègue toute sa fortune à son petit-neveu Henri Touzet, magistrat. Elle meurt en 1954 et la famille Touzet en fait sa résidence secondaire.
L'hôtel est vendu en 2007 et subit à cette occasion, une importante restauration durant deux ans.

## Architecture
L’hôtel Descamps, édifié comme beaucoup sur une parcelle relativement étroite, en occupe toute la largeur. Son entrée s'effectue via une porte cochère à arc en anse de panier, encadrée de pilastres, et surmontée d'une terrasse de circulation ornée d'une balustrade de ferronneries à entrelacs et palmettes à folioles. Elle s’ouvre sur une cour d’honneur carrée et pavée de galets.
Une aile se trouve à l’ouest et communique depuis l’étage avec la terrasse sur le porche. Toutes les façades, comme le porche, sont en pierre de taille. Les baies sont à encadrements saillants, un bandeau sépare les deux niveaux et un autre bandeau mouluré se trouve entre les baies de l’étage et la corniche.
L’aile ouest est celle des communs et des escaliers : un escalier en pierre à deux volées droites et une tournante, au sud. La cuisine se trouve au rez-de-chaussée nord et a conservé une grande cheminée.Le corps de logis principal possède un couloir à l’ouest menant au jardin et donnant accès à la cave. Le reste de l’espace est divisé en quatre pièces, avec des cheminées en marbre adossées deux à deux. La même disposition se retrouve à l’étage.
On accède aux caves par une porte en plein cintre. Comme au-dessus, les caves sont divisées en quatre. Au nord, elles sont voûtées en anse de panier, chacune étant éclairée par un soupirail. Les caves au sud sont voûtées en berceaux de briques et perpendiculaires aux autres.

### Décoration
Le rez-de-chaussée présente une riche décoration : parquets en noyer aux motifs octogonaux et des plafonds à compartiments, ainsi que de riches ornementations en stuc : oves, rubans, drapés, trophées, corbeilles de fruits, guirlandes, instruments de musique…
À l’étage, la décoration réside essentiellement dans les peintures des plafonds. Les quatre poutres et les solives datant du XVIe siècle sont un remploi provenant certainement de l'édifice précédent, et sont peintes de scènes de batailles, des masques, de thèmes mythologiques et les solives, de motifs géométriques d’une grande finesse.

### Jardin
Le jardin, dans la partie sud de la parcelle, est formé de terre rapportée s’appuyant sur un mur avec deux contreforts sur la rue de l’Abbé-Tournier. Il contient une citerne, et un puits circulaire, à margelle en pierre de taille, surmonté d’une superstructure métallique soutenant la poulie.  Un petit bâtiment de dépendances s'y trouve également, offrant un accès sur la rue de l'abbé-Tournier.